# Хохлатый болотный тиранн
Хохлатый болотный тиранн (лат. Knipolegus lophotes) — вид птиц из семейства тиранновых. Обитают в Бразилии, Уругвае и на северо-востоке Парагвая. Естественной средой обитания этих птиц являются сухая саванна и пастбища (выгоны) в субтропиках и тропиках. Нередко их видят сидящими на деревьях, кустах и проводах в городах. Они питаются мелкими насекомыми, которых ловят во время полёта, а также фруктами.

## Описание
Длина тела составляет 20 — 21 см. Оперение сине-чёрное.
МСОП присвоил виду охранный статус LC.